# Kiełczygłów
Kiełczygłów è un comune rurale polacco del distretto di Pajęczno, nel voivodato di Łódź.
Ricopre una superficie di 90,01 km² e nel 2004 contava 4 374 abitanti.